# 毛利元世
毛利 元世（もうり もとよ）は、江戸時代後期の大名。長門国清末藩6代藩主。官位は従五位下・讃岐守。

## 略歴
近江国堅田藩主（のちに下野国佐野藩主）堀田正敦の六男として誕生。幼名は紀七郎。初名は堀田正名。
文政2年（1819年）8月16日、先代毛利政明の死去により、末期養子として家督を相続した。同年9月1日、11代将軍徳川家斉に拝謁する。文政2年12月16日、従五位下・讃岐守に叙任する。文政10年5月3日、駿府加番を命じられる。天保8年（1837年）9月8日、大番頭に就任する。同年11月25日、辞職する。
弘化2年（1845年）7月27日、死去。2男5女あり。2人の男子はいずれも早世したため、家督は本家の長府毛利家から養子に迎えた元承が継いだ。法号は善徳院賢巌良哲。墓所は東京都港区高輪の泉岳寺。

## 系譜
子女は2男5女
- 父：堀田正敦（1755-1832）
- 母：不詳
- 正室：惇孝院（1803-1854） - 毛利元義の養女、毛利匡邦の娘
  - 次女：操子（?-1825）
- 側室：河合氏
  - 長男：元次郎（?-1822）
  - 次男：貞三郎（?-1824）
- 側室：岡田氏
  - 長女：晴子（?-1823）
- 側室：杉本氏
  - 三女：節子（1831-1852）
  - 四女：泰子（?-1834）
  - 五女：謙子（?-1835）
- 生母不明
  - 六女：恒子（?-1838）
- 養子
  - 男子：毛利元承（1833-1849） - 毛利元義の十一男